# Nad Tatrou sa blýska

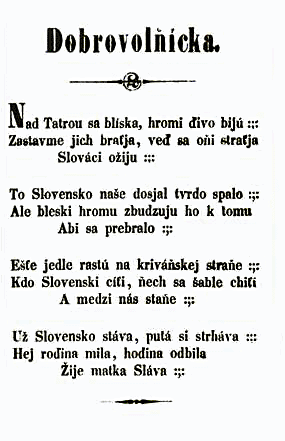
De eerste gedrukte versie van Nad Tatrou sa blýska

Nad Tatrou sa blýska is het volkslied van Slowakije.
Het lied komt uit 1844 en is ontstaan tijdens een demonstratietocht van studenten van het Evangelisch Luthers Lyceum van Presburg (Slowaaks: Prešporok, sinds 1919 Bratislava) naar Leutschau (nu Levoča) als protest tegen het ontslag van hun leraar Ľudovít Štúr door de Hongaarse autoriteiten. De tekst is geschreven door Janko Matúška op de melodie van het volkslied Kopala studienku. Het lied werd populair tijdens de Slowaakse Vrijwilligersdemonstraties van 1848-1849, maar verscheen pas in 1851 voor het eerst op papier. 
In 1920 werd het onderdeel van het volkslied van Tsjechoslowakije, dat bestond uit het volkslied van het huidige Tsjechië gevolgd door het eerste deel van Nad Tatrou sa blýska.
In 1993, na de onafhankelijkheid van Slowakije, werden de eerste twee coupletten van dit lied het volkslied van Slowakije. Het gehele lied heeft vier coupletten.
| Slowaakse tekst | Nederlandse vertaling |
| 1. Nad Tatrou sa blýska, hromy divo bijú. Zastavme ich, bratia, veď sa ony stratia, Slováci ožijú. Zastavme ich, bratia, veď sa ony stratia, Slováci ožijú. 2. To Slovensko naše posiaľ tvrdo spalo. Ale blesky hromu vzbudzujú ho k tomu, aby sa prebralo. Ale blesky hromu vzbudzujú ho k tomu, aby sa prebralo. | 1. Het bliksemt boven de Tatra, de donder gaat tekeer. Laten we het stoppen, broeders, dan zal het zeker weggaan, de Slowaken zullen herleven. Laten we het stoppen, broeders, dan zal het zeker weggaan, de Slowaken zullen herleven. 2. Dit Slowakije van ons lag nog diep te slapen. Maar de bliksem van de donder spoort het aan, om op te staan. Maar de bliksem van de donder spoort het aan, om op te staan. |

## Trivia
Een zeer vergelijkbare melodie wordt ook nog gezongen en gespeeld als een melodie in de Hongaarse volksmuziek. Het heet Azt mondják, nem adnak engem galambomnak, wat de tekst van de eerste regel is. Er was een tijd dat beide landen dezelfde regering hadden en gedeeltelijk hun volksmuziek deelden. 